# Giovanni Bernardino Nanino
Pour les articles homonymes, voir Nanino.
Giovanni Bernardino Nanino (vers 1560 à Vallerano - 1623 à Vallerano) est un compositeur italien, professeur et maître de chant de la fin de la Renaissance et du début du Baroque, et un membre leader des compositeurs de l'École Romaine. Il était le plus jeune frère de l'influent compositeur Giovanni Maria Nanino.

## Biographie
Né à Vallerano, il était premier soprano homme dans la cathédrale locale, comme son frère. Son premier emploi semble avoir été maestro di cappella à Église Santa Maria ai Monti en 1588, et il est connu pour avoir pris le poste de maestro di cappella à l'Église de Saint-Louis des Français de Rome en 1591, après que son frère le quitte pour rejoindre le chœur papal. Les deux frères, cependant, vivaient ensemble à ce moment dans une maison possédée par l'église, et dépensaient beaucoup de leur temps à l'enseignement de leur chorale. Après son poste à l'Église de Saint-Louis des Français de Rome, il a servi le cardinal Montalto, un riche et influent patron d'art et de musique, et a dû avoir servi de professeur, de compositeur, et d'archiviste au cardinal à son église, San-Lorenzo-in-Damaso.

## Œuvre
La musique de Nanino, de 1580 à 1590, est conservatrice dans le style, évitant les tendances expérimentales de son frère et de Marenzio, préférant incorporer la technique et le modèle expressif des précédents compositeurs romains tels que Palestrina. Après 1610 environ, il a adopté la technique de la basse continue dans ses travaux sacrés - décidément une tendance conservatrice - et, de manière significative, quelque chose que son frère ne fit jamais. La plupart de sa musique précédente est laïque (comme des madrigaux), mais il a édité plusieurs livres de motets après 1610, après la mort de son frère. Il a tenté de parier qu'il écrirait de la musique dans le même format que son frère, il a choisi des moyens stylistiques opposés, et après la mort de son frère, il a rapidement adopté le modèle progressif de son temps, en utilisant pour écrire la musique, les mêmes formes que son frère avait employées de façon plus conservatrice.

## Sources et lectures associées
- (en) Gustave Reese, Music in the Renaissance, New York, W.W. Norton & Co., 1954 (ISBN 0-393-09530-4)
- (en) Manfred Bukofzer, Music in the Baroque, New York, W.W. Norton & Co., 1947, 489 p. (ISBN 0-393-09745-5)
- article dans (en) The New Grove Dictionary of Music and Musicians, Londres, Stanley Sadie. 20 vol. Macmillan Publishers Ltd., 1980, 878 p. (ISBN 1-56159-174-2), « Giovanni Bernardino Nanino »